# 대종교의 4대 경절
대종교의 4대 경절(4大 慶節)은 대종교에서 신성한 날로 여기는 날로, 중광절(重光節, 음력 1월 15일), 어천절(御天節, 음력 3월 15일), 가경절(嘉慶節, 음력 8월 15일), 개천절(開天節, 음력 10월 3일)을 가리킨다.

## 개요
대종교에서는 4대 경절인 날이 되면 오전 6시에 한배검(단군)에게 지내는 제사인 선의식을 지낸다. 개천홍익대제 선의식은 대종교에서 치러지는 4대 경절 중 으뜸인 개천절 선의식으로 전국의 교역자(도본사, 시교당, 수도원) 및 교우들이 참여하는 행사이다. 또한 1916년 음력 8월15일 황해도 구월산 삼성사에서 한배검(단군)에게 제천의식을 올린 뒤 순명삼조(殉命三條), 즉 한배님에게 제천하고, 대종교를 위하고, 한배님을 위하고, 인류를 위해 목숨을 끊는다는 내용의 유서를 남기고 자결했다.
대종교에서는 나철이 인간의 죄악을 대속하기 위해 순교했다고 여기며 이날을 가경절(嘉慶節)로 기린다. 대종교의 4대 경절로는 중광절과 가경절 외에 기원전 2448년 10월3일 인간 세상에 강림한 한배검이 124년 동안의 교화(敎化)와 93년 동안의 치화(治化)를 마친 지 217년이 지난 기원전 2241년 3월15일 아사달(백두산)에서 다시 승천한 것을 기념하는 어천절(御天節 음력 3월15일), 기원전 2333년에 한배검이 고조선을 건국한 것을 기념하는 개천절(開天節 양력 10월3일)이 있다.

## 같이 보기
- 개천절(開天節), 음력 10월 3일
- 어천절(御天節), 음력 3월 15일
- 중광절(重光節), 음력 1월 15일
- 가경절(嘉慶節), 음력 8월 15일

## 참고 문헌
- 『종교・신학 연구』, 대종교의 민족사적 위치, 서강대학교 종교신학연구소 이현희 저, 분도출판사(1989년판)